# Rhadinus megalonix
Rhadinus megalonix är en tvåvingeart som beskrevs av Friedrich Hermann Loew 1856. Rhadinus megalonix ingår i släktet Rhadinus och familjen rovflugor. Inga underarter finns listade i Catalogue of Life.